# Simulium tridens
Simulium tridens är en tvåvingeart som beskrevs av Freeman och Meillon 1953. Simulium tridens ingår i släktet Simulium och familjen knott. Inga underarter finns listade i Catalogue of Life.